# IC 3572
IC 3572 је двојна звијезда у сазвјежђу Дјевица која се налази на листи објеката дубоког неба у Индекс каталогу.
Деклинација објекта је + 11° 37' 8" а ректасцензија 12h 36m 28,1s.